# Świdnik Mały (Świdnik)
Świdnik Mały – od 1954 część miasta Świdnika w jego północno-zachodniej części, w województwie lubelskim, w powiecie świdnickim. Do 1954 była to część wsi Kolonia Świdnik Mały. Rozpościera się w rejonie ulicy Kolonijnej.

## Historia
W XIX wieku kolonia Świdnik Mały należała do gminy Wólka w powiecie lubelskim. W okresie międzywojennym miejscowość należała do woj. lubelskim. 1 września 1933 utworzono gromadę Świdnik Mały Kolonia w granicach gminy Wólka.
Podczas II wojny światowej kolonię Świdnik Mały włączono do Generalnego Gubernatorstwa (dystrykt lubelski), nadal w gminie Wólka. W 1943 roku liczba mieszkańców wynosiła 244.
Po II wojnie światowej wojnie kolonia Świdnik Mały należała do powiatu lubelskiego w woj. lubelskim jako jedna z 27 gromad gminy Wólka.
W związku z reorganizacją administracji wiejskiej jesienią 1954, główna część gromady Świdnik Mały Kolonia weszła 5 października 1954 w skład nowo utworzonej gromady Wólka, natomiast część kolonii Świdnik Mały na południe od drogi bitej Lublin–Mełgiew włączono do gromady Adampol, którą 13 listopada 1954 przekształcono w miasto Świdnik. W związku z tym ta część kolonii Świdnik Mały stała się integralną częścią miasta Świdnika.